# STENGADE LIVE
STENGADE LIVE er en EP med Magtens Korridorer indspillet live 2003 på Stengade 30 i København.

## Trackliste
1. "Lorteparforhold"
2. "Arbejdsløshedssangen"
3. "Amok til fester"